# Mikkel Remsøy
Mikkel Maximilian Remsøy (4 agosto 2002) è uno sciatore alpino norvegese.

## Biografia
Specialista delle prove tecniche attivo dal gennaio del 2019, Mikkel Remsøy ha esordito in Coppa Europa il 10 marzo 2023 a Levi in slalom speciale e in Coppa del Mondo il 17 novembre 2024 nelle medesime località e specialità, in entrambi i casi senza completare la prova; sempre in slalom speciale e sempre a Levi ha conquistato il primo podio in Coppa Europa il 23 novembre 2024 (2º). Non ha preso parte a rassegne olimpiche o iridate.

## Palmarès

### Coppa Europa
- Miglior piazzamento in classifica generale: 19º nel 2025
- 2 podi:
  - 1 secondo posto
  - 1 terzo posto